# القيامة الآن (فلم)
القيامة الآن (بالإنجليزية: Apocalypse Now) هو فيلم حربي أمريكي صدر عام 1979، وتدور أحداثه خلال حرب فيتنام. يروي الفيلم حكاية بنجامين إل. ويلارد النقيب في الجيش الأمريكي الذي يُرسل في مهمة خاصة إلى الأدغال ليغتال العقيد في القوات الخاصة للجيش الأمريكي والتر أي. كرتز الذي ادُعي أنه مجنون. يعرض الفيلم رحلة إلى ظلمة النفس البشرية. صدرت نسخة جديدة من الفيلم تحوي على أكثر من خمسين دقيقة من المشاهد لم تكن موجودة في النسخة السابقة منه.
أخرج فرانسيس فورد كوبولا الفيلم عن رواية جوزيف كونراد قلب الظلام بتصرف حر بالرواية وكذلك عن يوميات حربية لكاتب أمريكي آخر عن حرب فيتنام. (ترجم الرواية إلى العربية هاني سمير يارد عام 1998).
وقد تعرضت عملية إنتاج الفيلم للعديد من الصعوبات كالإعصار الذي اجتاح موقع التصوير الرئيسي في الفليبين «فيتنام» مما أدى إلى تدمير البلاتوهات بالكامل والتي تكلف بناؤها ملايين الدولارات مما أدى إلى تمديد فترة التصوير ومضاعفة تكاليف إنتاج الفيلم إلى ثلاثة اضعاف.

## وصلات خارجية
- مقالات تستعمل روابط فنية بلا صلة مع ويكي بيانات
- القيامة الآن على موقع أول موفي.